# Dominus wienekei
Dominus wienekei is een slakkensoort uit de familie van de Strombidae. De wetenschappelijke naam van de soort is voor het eerst geldig gepubliceerd in 2012 door Joop Wiersma & David Monsecour.

## Herkennen
De soort is zeer gemakkelijk te herkennen aan de aflopende vorm van de lip. Deze is uniek binnen de Strombidae. Ook de vindplaats kan zeker helpen. Dominus wienekei komt enkel voor op Papoea-Nieuw-Guinea en de Salomonseilanden.

## Type materiaal
Het holotype ligt in de collectie van Naturalis, Leiden, Nederland.